# Symphyllocarpus exilis
Symphyllocarpus exilis là một loài thực vật có hoa trong họ Cúc. Loài này được Maxim. miêu tả khoa học đầu tiên năm 1859.